# Eufrosinia Cuza
Eufrosinia Cuza (a evoluat și sub pseudonimul Valentina Cuza; n. 1856, Tîrnova, Imperiul Rus – d. 28 mai/10 iunie 1910, Sankt Petersburg, Imperiul Rus) a fost o cântăreață de operă (soprană lirico-dramatică) din Gubernia Basarabia, care a devenit celebră prin activitatea sa pe scena rusă.

## Copilărie și studii
Eufrosinia a locuit împreună cu familia în localitatea Ivan-Ciflik de lângă Rusciuc, Bulgaria. Se mută la Chișinău pentru a frecventa Școala de Medicină din Chișinău. În primăvara anului 1877, pleacă împreună cu mama sa, Victoria Iordache Rosetti, la Sankt Petersburg, unde în 1878 începe studiile la Conservator, la profesorii Stanislav Gabel⁠(d) și Natalia A. Irețkaia⁠(d) (ambii canto). Absolvește Conservatorul în 1880 și pleacă la Paris pentru perfecționare, de unde se întoarce în 1892.

## Activitate artistică
A debutat în 1894 pe scena Teatrul Mariinski din Sankt Petersburg, în rolul Valentinei din piesa Les Huguenots de Giacomo Meyerbeer. În anii 1905–1907 a fost solistă la Teatrul Bolșoi din Moscova, după care a revenit la Teatrul Mariinski, până în 1909.
Printre operele jucate se numără:
- Fata din Orlean, Iolanta⁠(d), Evgheni Oneghin, Mazepa, Dama de pică de Piotr Ilici Ceaikovski;
- Nunta lui Figaro, Don Giovanni de Wolfgang Amadeus Mozart;
- Faust de Charles Gounod;
- Otello, Aida de Giuseppe Verdi;
- Lohengrin, Tannhäuser, Tristan și Isolda de Richard Wagner;
- Viață pentru țar⁠(d) de Mihail Glinka;
- Pskoviteana⁠(d), Sadko⁠(d), Fata de zăpadă⁠(d) de Nikolai Andreievici Rimski-Korsakov;
- Halka de Stanisław Moniuszko;
- Rusalka de Aleksandr Dargomîjski;
- Cneazul Igor⁠(d) de Alexandr Porfirievici Borodin;
- Les Huguenots⁠(d) de Giacomo Meyerbeer;
- Demonul⁠(d), Nero, Feramors⁠(d) de Anton Grigorievici Rubinstein;
- Dalibor de Bedřich Smetana etc.

În cariera sa, a colaborat cu o serie de personalități ale vremii la teatre din Kiev, Odesa, Harkov, Tbilisi, Viena, Paris, Berlin, Roma, Milano, Riga, Saratov, Varșovia. În anii 1892–1893 a întreprins turnee artistice la Chișinău, unde a susținut recitaluri de opere ruse în original. Talentul său era apreciat de mai mulți compozitori, mai ales Nikolai Andreievici Rimski-Korsakov.

## Viață personală
Eufrosinia a fost căsătorită cu compozitorul și dirijorul rus Iuli Bleihman⁠(d). A murit de peritonită în 1910, la scurt timp după moartea soțului său, și a fost înmormântată la Cimitirul luteran Mitrofanievsk⁠(d) din Sankt Petersburg, lângă Bleihman.